# الملاحظ (مجلة)

شعار مجلة الملاحظ

المُلاَحِظ مجلة تونسية أسبوعية مستقلة جامعة، تصدر عن دار الملاحظ. تأسست في جانفي 1993. توزع في تونس وبلدان المغرب العربي وأوروبا وبعض البلدان الخليجية. المدير المسؤول عن المجلة هو أبو بكر الصغير.

## العنوان
مجلة الملاحظ

79 شارع الحرية 1002 البلفيدير تونس

الهاتف: 533 847 71 – 815 847 71

الفاكس: 671 847 71

## وصلات خارجية
- موقع مجلة الملاحظ.